# Clasificación para la Copa Mundial de Fútbol de 1974
99 equipos participaron en la clasificación para la Copa Mundial de Fútbol de 1974, por 14 plazas. Alemania (como anfitrión) y Brasil (como campeón del mundial anterior) se clasificaron automáticamente. Completando los 16 equipos que disputarían el torneo.
Los 16 lugares disponibles en la Copa del Mundo de 1974 se distribuyeron entre las zonas continentales de la siguiente manera:
- Europa: 9,5 plazas, 1 de ellas ocupada por Alemania (directamente clasificada), mientras las otras 8,5 plazas se la disputaron entre 32 equipos. El ganador de la plaza 0.5 avanzaría a la ronda de repesca contra un equipo de la CONMEBOL.
- Sudamérica: 3,5 plazas, 1 de ellas ocupada por Brasil mientras las otras 2,5 plazas se las disputaron 9 equipos. El ganador de la plaza 0.5 avanzaría a la ronda de repesca contra un equipo de la UEFA.
- Norteamérica, Centroamérica y el Caribe: 1 plaza, se la disputaron 14 equipos.
- África: 1 plaza, disputada entre 24 equipos.
- Asia y Oceanía: 1 plaza, disputada entre 18 equipos.

Se jugaron un total de 226 partidos de clasificación, en los que 90 equipos disputaron al menos uno; y donde se marcaron 620  goles (2,74 por partido).

## Equipos clasificados
| N.º | Equipo               | Detalle                                                    | Fecha de clasificación   | Part. | Cons. | Última | Mejor presentación               |
| --- | -------------------- | ---------------------------------------------------------- | ------------------------ | ----- | ----- | ------ | -------------------------------- |
| 1   | Alemania Federal     | Anfitrión                                                  | 6 de julio de 1966       | 8     | 6     | 1970   | Campeón (1954)                   |
| 2   | Brasil               | Campeón de la Copa Mundial de Fútbol de 1970               | 21 de junio de 1970      | 10    | 10    | 1970   | Campeón (1958, 1962, 1970)       |
| 3   | Uruguay              | Ganador del Grupo 1 de la Clasificación de Conmebol        | 8 de julio de 1973       | 7     | 4     | 1970   | Campeón (1930, 1950)             |
| 4   | Escocia              | Ganador del Grupo 8 de la Clasificación de UEFA            | 26 de septiembre de 1973 | 3     | 1     | 1958   | Primera ronda (1954, 1958)       |
| 5   | Argentina            | Ganador del Grupo 2 de la Clasificación de Conmebol        | 7 de octubre de 1973     | 6     | 1     | 1966   | Subcampeón (1930)                |
| 6   | Polonia              | Ganador del Grupo 5 de la Clasificación de UEFA            | 17 de octubre de 1973    | 2     | 1     | 1938   | Primera ronda (1938)             |
| 7   | Italia               | Ganador del Grupo 2 de la Clasificación de UEFA            | 20 de octubre de 1973    | 8     | 4     | 1970   | Campeón (1934, 1938)             |
| 8   | Alemania Democrática | Ganador del Grupo 4 de la Clasificación de UEFA            | 13 de noviembre de 1973  | 1     | 1     | Debut  | Sin participaciones previas      |
| 9   | Australia            | Ganador del playoff final de la Clasificación de AFC y OFC | 13 de noviembre de 1973  | 1     | 1     | Debut  | Sin participaciones previas      |
| 10  | Bulgaria             | Ganador del Grupo 6 de la Clasificación de UEFA            | 14 de noviembre de 1973  | 4     | 4     | 1970   | Primera ronda (1962, 1966, 1970) |
| 11  | Países Bajos         | Ganador del Grupo 3 de la Clasificación de UEFA            | 18 de noviembre de 1973  | 3     | 1     | 1938   | Primera ronda (1934, 1938)       |
| 12  | Chile                | Ganador de la repesca de Conmebol/UEFA                     | 21 de noviembre de 1973  | 5     | 1     | 1966   | Tercer lugar (1962)              |
| 13  | Suecia               | Ganador del Grupo 1 de la Clasificación de UEFA            | 27 de noviembre de 1973  | 6     | 2     | 1970   | Subcampeón (1958)                |
| 14  | Zaire                | Ganador del Triangular final de la CAF                     | 9 de diciembre de 1973   | 1     | 1     | Debut  | Sin participaciones previas      |
| 15  | Haití                | Ganador del Hexagonal final de la Concacaf                 | 14 de diciembre de 1973  | 1     | 1     | Debut  | Sin participaciones previas      |
| 16  | Yugoslavia           | Ganador del Grupo 7 de la Clasificación de UEFA            | 13 de febrero de 1974    | 6     | 1     | 1962   | Cuarto lugar (1930, 1962)        |